# Алур (народ)
Алур (или жоалур — самоназвание; алуа, алулу, лури) — нилотский народ группы южные луо в Демократической Республике Конго и Уганде — на северо-западных и северных берегах озера Альберт (Мобуту-Сесе-Секо).
Численность в Демократической Республике Конго — 350 тыс. человек (в нач. 1980-х гг.) и до 920 тыс. к нач.. XXI в.; в Уганде — 270 тыс. человек (в нач. 1980-х гг.) и по переписи 2002 года было зафикировано 530 тыс. человек, на западе Северной области, в округе Небби, составляя там большинство населения.

## История
Предки Алур до 15 в. проживали у слияния pек Эль-Газаль и Белый Нил, затем мигрировали на территорию современной Уганды, где ассимилировали с местными племенами ленду и мади, а также с народами банту (бира, бенди и др.).

## Население
Представители народа алур относятся к негрской расе большой негроидной расы. Язык — алур (жоалур), в том числе диалекты: йокот, нан, мамбиса, ваниоро. Язык входит в восточно-суданскую группу нило-сахарской языковой семьи.
Большая часть народа придерживается традиционных верований, среди них распространён культ предков, тотемизм.
Самые популярными занятиями являются — ручное тропическое земледелие, имеющее место преимущественно на равнине (просо-элевсина, кукуруза, бобовые, кунжут, маниок); отгонное скотоводство, распространённое преимущественно в горах (крупный рогатый скот, овцы, козы).
Развиты некоторые ремёсла — кузнечное, резьба по дереву, плетение циновок, корзин.
Соседско-родовая община лежит в основе социальной организации. Раньше существовали племенные объединения, кастовое деление, складывались феодальные отношения.